# 20880 Іїден
20880 Іїден (20880 Yiyideng) — астероїд головного поясу, відкритий 3 листопада 2000 року.
Тіссеранів параметр щодо Юпітера — 3,364.
Названо на честь призера конкурсу Intel International Science and Engineering Fair Ії Ден, яка у 2004 році посіла перше місце.